# یجی اوئدا
یجی اوئدا (ژاپنی: 上田 栄治؛ زادهٔ ۲۲ دسامبر ۱۹۵۳) فوتبالیست پیشین و مربی فوتبال اهل ژاپن است.
یجی اوئدا در تیم‌هایی همچون تیم ملی فوتبال زنان ژاپن مربی‌گری کرده‌است.